# Аугуст Лескин
Аугуст Лескин (  (Кил, 8. јул 1840 — Лајпциг, 20. септембар 1916) је био немачки слависта и класични филолог. Био је професор на универзитетима у Гетингену и Лајпцигу.

## Биографија
Средњу школу завршио је у Килу, а класичну филологију и источне језике студирао је исто у Килу од 1860. до 1862. Од 1862. до 1864. студирао је класичну филологију и компаративну лингвистику (упоредну граматику) у Лајпцигу. Докторирао је 1864. у Лајпцигу и након тога је две године учио латински и старогрчки, а 1866. почео је у Јени да проучава компаративну лингвистику. Хабилитирао је 1867. и постао доцент за компаративну лингвистику у Гетингену, а убрзо након тога 1868. ванредни професор у Јени. Био је од 1870. ванредни професор у Лајпцигу, а 1876. постављен је за редовнога професора за словенску филологију у Лајпцигу.
Припадао је и био творац младе школе младограматичара. Његов Приручник старобугарског језика (1871) постао је основица за проучавање старословенског језика.Важни су и његови радови о литавском језику. За српски језик заслужан је због својих студија о акценту и због велике граматике српског језика. Био је учитељ многим словенским славистима.
Дописни је члан Српског ученог друштва од 1884. Дописни је члан Српске краљевске академије (Академије филозофских наука) од 1888.